# 18e division d'infanterie (France)
Pour les articles homonymes, voir 18e division.
La 18e division d'infanterie est une division d'infanterie de l'armée de terre française qui a participé à la Première Guerre mondiale et à la Seconde Guerre mondiale.

## Commandants
- 18 octobre 1873 : général Fauvart-Bastoul
- 30 octobre 1879 - 8 février 1881 : général Arnaudeau
- 9 octobre 1884 - 15 mars 1886 : général Béziat
- 20 mars 1886 : général Deffis
- 4 mai 1887 : général Millot
- 7 juillet 1888 - 26 août 1893 : général Fabre
- 1er mars 1898 - 25 juin 1899 : colonel Hartschmidt
- 4 juillet 1899 - 1er février 1902 : général Mathis
- 7 octobre 1902 : général Halter
- 26 décembre 1905 : général Bizot
- 21 décembre 1912 : général Baret
- 20 juin 1914 : général Lefèvre
- 19 octobre 1916 - 22 août 1917 : général Dillemann
- 22 août 1917 : général Bordeaux (Joseph)
- 12 décembre 1917 - 17 février 1919 : général Andlauer
- 4 avril 1921 - 1er janvier 1924 : général Andlauer
- 1939 - 1940 : général Duffet

## La Première Guerre mondiale

### Composition
- 32e régiment d’infanterie d’août 1914 à novembre 1918
- 66e régiment d’infanterie d’août 1914 à novembre 1918
- 77e régiment d’infanterie d’août 1914 à novembre 1918
- 135e régiment d’infanterie d’août 1914 à janvier 1917
- 71e régiment d’infanterie territoriale d'août à novembre 1918

### Historique
Mobilisée dans la 9e région.

#### 1914
- 4 – 11 août : transport par V.F. dans la région de Pont-Saint-Vincent ; stationnement au sud de Nancy.
- 11 – 19 août : mouvement vers la région de Sainte-Geneviève, Jeandelaincourt ; couverture sur la Seille, vers Nomeny et Clémery.
- 19 août – 2 septembre : mouvement vers la région de Frouard, en vue d’un embarquement par V.F., puis défense du Grand Couronné par des éléments (34e et 35e brigades), restés en Lorraine : combats vers Champenoux et Erbéviller (bataille du Grand Couronné).
- 2 – 7 septembre : retrait du front et transport par V.F., de la région de Nancy, à Arcis-sur-Aube ; puis mouvement vers le sud de Fère-Champenoise.
- 7 – 14 septembre : engagée dans la 1re bataille de la Marne.

7 au 10, bataille des Marais de Saint-Gond : combats à Euvy (8 septembre) et vers Gourgançon (9 septembre).
À partir du 10, poursuite par Cheniers et Saint-Hilaire-au-Temple, jusque vers Saint-Hilaire-le-Grand : prise de Saint-Hilaire-le-Grand le 13 septembre.
- 14 septembre – 20 octobre : mouvement, par Baconnes, en direction de Moronvilliers.

Engagée dans la 1re bataille de l’Aisne, vers l’auberge de l’Espérance et la ferme de Moscou : attaques des hauteurs de Moronvilliers.
À partir du 21 septembre, occupation d’un secteur vers Prosnes et l’auberge de l’Espérance, réduit à gauche, le 27 septembre, jusqu’au nord de Baconnes.
- 20 – 24 octobre : retrait du front : transport par V.F. à Cassel, puis par camions dans la région de Poperinge.
- 24 octobre - 24 novembre : engagée dans la bataille d'Ypres : attaque vers Zonnebeke et Broodseinde.

Occupation d’un secteur vers Broodseinde et la voie ferrée d’Ypres à Roulers :
Extension du front, à droite, du 8 au 15 novembre, jusqu’à l’ouest de Zonnebeke, et, à gauche, le 17, jusque vers la route d’Ypres à Roulers.
12 novembre, attaque allemande sur Broodseinde.
20 novembre, secteur déplacé à droite, entre Zonnebeke et le bois du Polygone.
- 24 novembre 1914 – 28 mars 1915 : Occupation d’un nouveau secteur vers Zwarteleen et la lisière sud du bois du Polygone (guerre de mines) :

8 - 25 décembre, front réduit, jusqu’au château d’Herenthage.
14 - 17 décembre, attaques françaises au nord et au sud de la route d’Ypres à Menin.
18 février, attaque allemande à l’est du château d’Herenthage.

#### 1915
- 28 mars – 25 avril : retrait du front et repos vers Wormhoudt.

À partir du 6 avril, mouvement par étapes vers Lucheux ; repos.
- 25 avril – 6 mai : Transport par camions dans la région d’Ypres (à la suite de l’attaque allemande par gaz du 22 avril).  Combats vers Pilkem et Steenstrate (éléments aux ordres de la 153e DI.)
- 6–9 mai : retrait du front et transport par V.F. et par camions vers Mingoval.
- 9 mai – 4 juillet : Mouvement vers le front et occupation d’un secteur vers la cote 123 et le nord de la Targette.

Engagée dans la 2e bataille d’Artois : les 23, 24 mai et le 16 juin, attaques françaises.
- 4 juillet – 26 août : Retrait du front et repos vers Equirre.

À partir du 15 juillet, mouvement, par Canaples et Breteuil, vers la région de Pronleroy ; repos.
À partir du 5 août, transport par camions dans la région de Lamotte-en-Santerre ; repos.
- 26 août – 30 septembre : transport par camions dans la région de Gouy-en-Artois et occupation d’un secteur vers Agny et au sud.

À partir du 25 septembre, engagée dans la 3e bataille d’Artois : attaque au sud d’Arras.
- 30 septembre – 8 octobre : retrait du front et transport par V.F. dans la région de Hersin-Coupigny.
- 8 octobre 1915 – 6 janvier 1916 : occupation d’un secteur entre le sud de Loos et le nord de Grenay (relève de l’armée britannique) :

Repos dans la région de Bruay-en-Artois, du 21 octobre au 1er novembre, du 18 au 29 novembre et du 16 au 28 décembre.
30 décembre, extension du secteur, à droite, jusque vers Grenay.

#### 1916
- 6 janvier – 1er février : retrait du front (relève de l’armée britannique) ; mouvement vers la région de Vieil-Hesdin, puis, à partir du 16 janvier, transport par V.F. dans celle d’Abbeville ; instruction au camp de Saint-Riquier.
- 1er février – 3 mars : transport par V.F. dans la région de Bruay, et, à partir du 6 février, occupation d’un secteur vers Angres et la fosse Calonne, étendu à droite, le 17 février, jusqu’au bois de Givenchy.
- 3 mars – 17 avril : retrait du front (relève par l’armée britannique) ; mouvement par étapes vers la région de Berck, par Tramecourt et le château de Forestel ; repos.

À partir du 31 mars, mouvement par étapes vers Breteuil ; repos
À partir du 13 avril, transport par V.F. dans la région de Sainte-Menehould ; repos.
- 17 avril – 11 mai : mouvement vers le front. Engagée, à partir du 20 avril, dans la Bataille de Verdun, vers le bois Camard et la lisière est du bois d’Avocourt : les 5, 7 et 10 mai, attaques allemandes.

11 mai – 2 juin : retrait du front et regroupement vers Revigny.
À partir du 28 mai, transport par V.F. au sud-est de Châlons-sur-Marne ; repos.
- 2 juin – 2 septembre : transport par camions vers le front ; occupation d’un secteur vers la butte de Souain et le nord de la ferme de Wacques.
- 2 septembre – 2 octobre : retrait du front et transport par camions vers le camp de Mailly ; instruction.

À partir du 20 septembre, transport par V.F. dans la région de Grandvilliers ; repos.
- 2 – 21 octobre : Transport par camions vers Morlancourt.

À partir du 9 octobre, engagée dans la bataille de la Somme, entre le nord-est de Morval et les abords ouest de Sailly-Saillisel.
- 21 octobre – 3 novembre : retrait du front ; repos vers Corbie.
- 3 – 21 novembre : occupation d’un secteur entre l’est de Morval, et le sud du Transloy :

5 novembre, attaque française.
7 novembre, front réduit, à droite, jusqu’au nord de Sailly-Saillisel.
- 21 novembre – 14 décembre : retrait du front vers Aubigny ; puis, à partir du 25 novembre, transport par camions dans la région d’Aumale.
- 14 décembre 1916 – 18 janvier 1917 : mouvement vers le front, et occupation d’un secteur vers Bouchavesnes et la ferme de Bois l’Abbé.

#### 1917
- 18 janvier – 10 avril : retrait du front (relève par l’armée britannique) et repos vers Conty.

À partir du 1er février, transport par V.F. dans la région Saint-Hilaire-au-Temple, Cuperly : travaux de 2e position (éléments en secteur vers Prosnes).
À partir du 4 mars, mouvement, par Sondé-Notre-Dame, vers le camp de Mailly ; instruction.
À partir du 21 mars, mouvement par étapes vers le camp de Châlons ; travaux de 2e position.
Le 27, mouvement vers Avize ; repos.
- 10 avril – 1er mai : Mouvement vers l’Aisne, par Damery et Ville-en-Tardenois ; préparation de l’offensive.

15 avril : bataille du Chemin des Dames, tenue prête à intervenir; non engagée.
17 - 20 avril, mouvements vers Chalons le Vergeur et vers Beaurieux ; puis repos dans la région de Courville, Breuil-sur-Vesle.
- 1er – 26 mai : mouvement vers le front et occupation d’un secteur vers Craonne et la lisière nord du bois de Beau Marais :

8 mai, attaque et progression vers le bois de Chevreux.
9 mai, attaque allemande et contre-attaque française.
15 mai, front réduit, à droite, jusqu’au sud de Chevreux.
22 et 24 mai, attaques françaises.
- 26 mai – 5 juillet : retrait du front ; repos dans la région Courville, Coulonges.
- 5 – 27 juillet : mouvement vers le front et occupation d’un secteur vers Chevreux et le plateau des Casemates : du 19 au 22 juillet, violentes attaques allemandes.
- 27 juillet – 8 septembre : retrait du front, transport par V.F., de Fère-en-Tardenois, dans la région de Toul : instruction au camp du Bois-l’Évèque, puis travaux.

6 septembre, mouvement vers Toul ; repos.
- 8 septembre – 12 octobre : transport par camions vers Gondrecourt ; instruction d’unités de l’armée américaine.
- 12 octobre 1917 – 1er janvier 1918 : mouvement vers le front; le 15 octobre, occupation d’un secteur entre le Sânon et Bezange-la-Grande (unités américaines en secteur dans la zone de la 18e DI.)

#### 1918
- 1er janvier – 17 avril : retrait du front, mouvement vers Neuviller-sur-Moselle ; repos.

À partir du 11 janvier, mouvement vers Neufchâteau ; instruction de l’armée américaine (Éléments employés à des travaux de 2e position vers la forêt de Parroy et vers Saint-Clément.)
À partir du 1er avril, transport par V.F., de la région de Charmes et de Bayon, dans celle de Clermont et de Saint-Just-en-Chaussée ; repos.
À partir du 8 avril, mouvement vers Rumigny ; travaux de 2e position.
À partir du 13 avril, mouvement vers Oresmaux ; tenue prête à intervenir.
- 17 avril – 24 mai : mouvement vers le front. Engagée, entre l’Avre et Mailly-Raineval, dans la 2e bataille de Picardie :

Combats à Moreuil, à Castel et dans le bois de Sénécat.
Organisation des positions conquises, vers Rouvrel et Mailly-Raineval.
- 24 mai – 2 juin : retrait du front, regroupement vers Grandvilliers, puis repos vers Saint-Just-en-Chaussée.
- 2 juin – 15 juin : portée en 2e ligne à l’ouest du Matz.

À partir du 9 juin, engagée dans la bataille du Matz : résistance à l’offensive allemande vers Ressons-sur-Matz et Marquéglise.
- 15 juin – 25 juin : occupation d’un secteur vers la ferme Porte et Saint Maur.
- 25 juin – 14 juillet : retrait du front ; repos vers Saint-Just-en-Chaussée.
- 14 juillet – 4 août : transport par camions vers Montmirail.

Engagée, à partir du 16, dans la 4e bataille de Champagne, puis dans la 2e bataille de la Marne : combats vers Comblizy ; passage de la Marne, puis progression vers Chassins, Vincelles, la forêt de Ris et Sainte-Gemme ; stabilisation au nord de Vézilly.
- 4 – 20 août : retrait du front : transport par camions et par V.F. dans la région de Revigny[réf. souhaitée] ; repos et instruction vers Vavincourt.
- 20 août - 18 octobre : occupation d’un secteur vers Damloup et Beaumont, étendu à gauche, le 10 septembre, jusque vers Samogneux, et réduit à droite, le 22 septembre, jusque vers Bezonvaux.

À partir du 8 octobre, pendant la bataille de Montfaucon, offensive en partant du front cote 344, Samogneux : prise d’Haumont-près-Samogneux et de la ferme Ormont.
- 18 – 25 octobre : retrait du front ; repos vers Souilly, puis vers Commercy.
- 25 octobre – 11 novembre : mouvement par étapes vers Rosières-aux-Salines : préparatifs d’offensive. Se trouve vers Bayon, au moment de l’armistice.

#### Rattachements
Affectation organique : 9e corps d’armée, d’août 1914 à novembre 1918
- 1re armée

1er avril – 1er juin 1918
- 2e armée

2 août – 2 septembre 1914
13 avril – 27 mai 1916
8 août – 21 septembre 1918
- 3e armée

2 juin – 13 juillet 1918
- 4e armée

7 – 21 octobre 1914
28 mai – 19 septembre 1916
1er février – 28 mars 1917
- 5e armée

17 – 20 avril 1917
25 – 29 juillet 1918
- 6e armée

23 juillet – 24 août 1915
2 – 12 avril 1916
20 septembre – 11 décembre 1916
14 – 16 juillet 1918
30 juillet – 7 août 1918
- 8e armée

16 novembre 1914 – 3 avril 1915
27 juillet 1917 – 31 mars 1918
23 octobre – 9 novembre 1918
- 9e armée

5 septembre – 6 octobre 1914
17 – 24 juillet 1918
- 10e armée

9 – 24 avril 1915
6 mai – 22 juillet 1915
25 août 1915 – 1eravril 1916
12 décembre 1916 – 31 janvier 1917
29 mars – 16 avril 1917
21 avril – 26 juillet 1917
10 – 11 novembre 1918
- Détachement d'armée Foch

3 – 4 septembre 1914
- D.A.B.

22 octobre – 15 novembre 1914
4 – 8 avril 1915
25 avril – 5 mai 1915
- Armée US

22 septembre – 22 octobre 1918

## Seconde Guerre mondiale

### Drôle de guerre
La 18e division d'infanterie (18e DI), de série A et de type nord-est, du général Duffet, est prévue pour être engagée dans la manœuvre Dyle décidée en novembre 1939. Division du XIe corps d'armée qui dépend de la 9e armée, elle doit pour la manœuvre Dyle constituer l'aile gauche de son corps d'armée sur la Meuse, entre Anhée et Hastière, en liaison au nord avec la 5e division d'infanterie motorisée du IIe corps d'armée et au sud avec la 22e division d'infanterie. Elle doit pour cela parcourir 70 km depuis sa base de départ, dans la région d'Aubenton. Ses moyens de déplacements sont lacunaires et elle n'a que la moitié de ses canons antichars de 25 mm.
Parallèlement, son groupe de reconnaissance de division d'infanterie, le 30e GRDI, doit participer à la manœuvre retardatrice dans les Ardennes du plan Dyle : avec les 24e GRDI et 17e GRCA (respectivement de la 22e division d'infanterie et du XIe corps d'armée) il forme un groupement qui renforce la 1re division légère de cavalerie (1re DLC) qui participe à la couverture de la progression de la 9e armée vers la Meuse en contrôlant dans un premier temps le fleuve entre Houx et Hastière. Le groupement, évoluant sur la gauche de la 1re DLC, doit ensuite passer la Meuse et progresser sur l'axe Givet – Beauraing – Forrières – Champlon – Houffalize.

### Composition
Au 10 mai 1940 :

Cavalerie :
- 30e groupe de reconnaissance de division d'infanterie

Infanterie :
- 66e régiment d'infanterie
- 77e régiment d'infanterie
- 125e régiment d'infanterie

Artillerie :
- 19e régiment d'artillerie divisionnaire
- 219e régiment d'artillerie lourde divisionnaire
- 10e batterie divisionnaire antichar du 19e RAD
- 18e parc d'artillerie divisionnaire
- 18e compagnie d’ouvriers d'artillerie
- 18e section de munitions hippomobile
- 218e section de munitions automobile

Génie
- compagnie de sapeurs-mineurs 18/1
- compagnie de sapeurs-mineurs 18/2

Transmissions
- compagnie télégraphique 18/81
- compagnie radio 18/82

Train
- compagnie hippomobile de quartier général 18/9
- compagnie automobile de transport 118/9

Intendance
- groupe d’exploitation divisionnaire 18/9

Santé
- 18e groupe sanitaire divisionnaire

## L’après Seconde Guerre mondiale
Composition 
19ème régiment d'artillerie (Draguigan)